# Liste der Naturdenkmale in Seelze
Die Liste der Naturdenkmale in Seelze nennt die Naturdenkmale in Seelze in der Region Hannover in Niedersachsen. Die Aufgaben der unteren Naturschutzbehörde hat die Stadt Seelze übernommen.

## Naturdenkmale
Im Gebiet der Stadt Seelze sind 9 Naturdenkmale verzeichnet.
| Bild                          | Bezeichnung                             | Ort, Lage                                     | Beschreibung                                                                                                 | Schutzzweck | Nummer   |
| ----------------------------- | --------------------------------------- | --------------------------------------------- | --- | ----------- | -------- |
| mehr Fotos \| Fotos hochladen | Königseiche                             | Kirchwehren (52° 21′ 48,2″ N, 9° 34′ 45,7″ O) | Der Ersatzbaum für die zerfallene ursprüngliche Königseiche trägt eine Tafel mit Inschrift                   |             | ND-H 009 |
| Fotos hochladen               | Laubwald (Eichen und Hainbuchenbestand) | Kirchwehren (52° 21′ 50,4″ N, 9° 34′ 48″ O)   | Laubwald beim Forsthaus Kirchwehren                                                                          |             | ND-H 022 |
| BW                            | Laubwald                                | Almhorst (52° 23′ 13,2″ N, 9° 32′ 34,8″ O)    | nördlich der Ziegenbockswiese                                                                                |             | ND-H 023 |
| mehr Fotos \| Fotos hochladen | Eichenbestand                           | Kirchwehren (52° 20′ 57,3″ N, 9° 33′ 57,2″ O) | beim südlichsten Punkt Seelzes im Großen Holz                                                                |             | ND-H 036 |
| mehr Fotos \| Fotos hochladen | Stieleiche                              | Almhorst (52° 23′ 27,4″ N, 9° 32′ 7,8″ O)     | die Sängereiche im Lohnder Holz                                                                              |             | ND-H 038 |
| mehr Fotos \| Fotos hochladen | Dorflinde (Sommerlinde)                 | Dedensen (52° 23′ 58,9″ N, 9° 30′ 54″ O)      | |             | ND-H 080 |
| mehr Fotos \| Fotos hochladen | Stieleiche                              | Kirchwehren (52° 22′ 14,1″ N, 9° 33′ 48,3″ O) | |             | ND-H 145 |
| mehr Fotos \| Fotos hochladen | 4 Findlinge im Lohnder Holz             | Dedensen (52° 23′ 15,9″ N, 9° 30′ 47,9″ O)    | |             | ND-H 172 |
| mehr Fotos \| Fotos hochladen | Fössewiese                              | Velber (52° 22′ 11,3″ N, 9° 37′ 59,9″ O)      | vor Ort im Velberholz ist statt der Wiese im Nordosten ein Baumbestand im Süden als Naturdenkmal beschildert |             | ND-H 183 |

## Ehemalige Naturdenkmale
Seit dem Jahr 2001 wurde der Schutz für 1 Naturdenkmal im Gebiet von Seelze aufgehoben.
| Bild            | Bezeichnung | Ort, Lage                                                  | Beschreibung                                                                             | Schutzzweck | Nummer   |
| --------------- | ----------- | ---------------------------------------------------------- | ---------------------------------------------------------------------------------------- | ----------- | -------- |
| Fotos hochladen | Blutbuche   | Kirchwehren Neue Straße 4 (52° 21′ 57,2″ N, 9° 34′ 6,2″ O) | Bereits im Oktober 2010 durch schweren Sturm zerstört, 2020 als Naturdenkmal aufgehoben. |             | ND-H 133 |